# Televisão Central da China

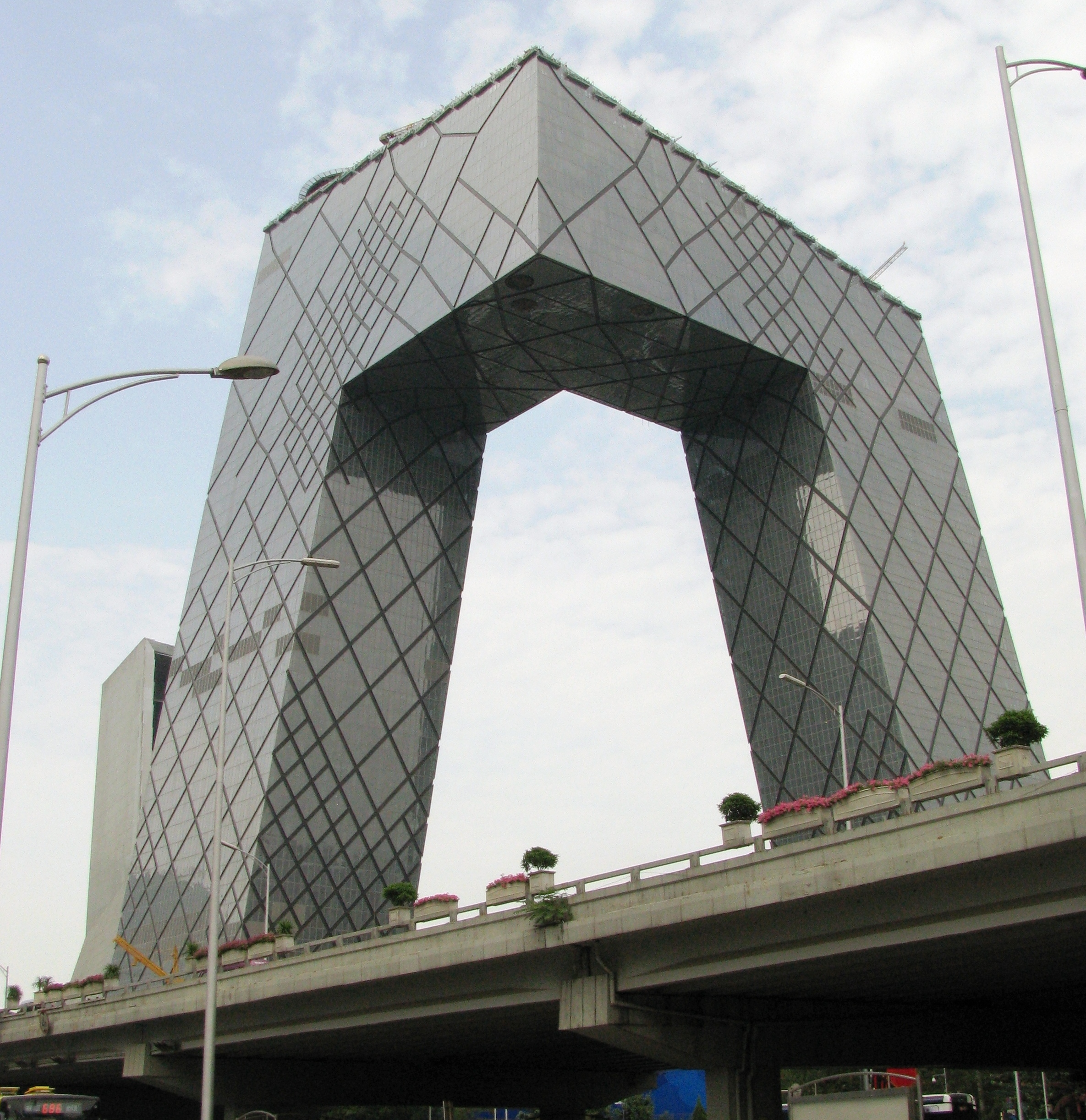
Sede da Televisão Central da China, em Pequim.

A Televisão Central da China ou China Central Television, geralmente abreviada por CCTV, é a maior rede de televisão da República Popular da China. Foi ao ar em 2 de setembro de 1958. É uma empresa pública, pertencente ao Grupo de Mídias da China, e está sob a alçada do Ministério de Rádio, Televisão e Filme da China e da Administração Estatal de Imprensa, Publicação, Rádio, Filme e Televisão da China. A sede fica na cidade de Pequim.

## História
A primeira transmissão do canal foi em 2 de setembro de 1958 em Pequim, o segundo canal foi lançado em 1963 e o terceiro em 1969, em 1972 começou a transmissão em satélite para todo o país, em 1 de maio de 1973 começaram as transmissões em cores.
Até à década de 1970, o canal só transmitia programação durante a noite, encerrando à meia-noite, com exceções durante as férias do inverno e do verão. Em 2008, foi inaugurada anova sede do canal .

## Canais
Atualmente, a CCTV tem 23 canais públicos e 18 canais pagos.

### Públicos
- CCTV-1 - variedades
- CCTV-2 - finanças
- CCTV-3 - artes e entretenimento
- CCTV-4 - internacional (em língua mandarim)
- CCTV-5 - esportes
- CCTV-5+ - esportes
- CCTV-6 - filmes
- CCTV-7 - militar
- CCTV-8 - seriados de TV
- CCTV-9 - documentário (2 canais: em chinês e em inglês)
- CCTV-10 - ciência e educação
- CCTV-11 - ópera chinesa
- CCTV-12 - sociedade e lei
- CCTV-13 - notícias (em chinês)
- CCTV-14 - crianças
- CCTV-15 - música
- CCTV-17 - agricultura
- CCTV-4K - UHD

### Pagos
- CCTV-China Television Shopping Channel
- CCTV-TV Guide
- CCTV-Storm Theater
- CCTV-The First Theater
- CCTV-Nostalgia Theater
- CCTV-Storm Music
- CCTV-Women's Fashion
- CCTV-Storm Football
- CCTV-Golf & Tennis
- CCTV-Billiards
- CCTV-Weapon and Technology
- CCTV-Discovery
- CCTV-Culture of Quality
- CCTV-Old Stories
- CCTV-Students
- CCTV- Shinco Animation

### Internacionais
- CGTN - internacional (em inglês)
- CGTN-Espanol - internacional (em espanhol)
- CGTN-France - internacional (em francês)
- CGTN-Arabic - internacional (em árabe)
- CGTN-Russian - internacional (em russo)
- CCTV-HD - canais de alta definição